# جامعة فيزاياس
جامعة فيزاياس هي مؤسسة تعليمية تقع في مدينة سيبو، الفلبين. وتوصف بأنها أول جامعة في مدينة سيبو. وهي تعتبر جامعة خاصة وليست حكومية.

## التاريخ
تأسست جامعة فيزاياس على يد Don Vicente A. Gullas في عام 1919.